# Шпак-малюк молуцький
Шпак-малю́к молуцький (Aplonis mysolensis) — вид горобцеподібних птахів родини шпакових (Sturnidae). Ендемік Індонезії.

## Опис
Довжина птаха становить 20 см, враховуючи довгий хвіст. Дорослі птахи мають повністю чорне забарвлення із зеленуватими або пурпуровими металевими відблисками. Дзьоб і лапи чорні. Очі карі. У молодих птахів верхня частина тіла коричнева, нижня частина тіла біла, поцяткована коричневими смужками.

## Поширення і екологія
Молуцькі шпаки-малюки поширені на індонезійських островах в провінціях Малуку і Північне Малуку, а також на островах Раджа-Ампат, Банґґаї і Сула. Вони живуть у вологих рівнинних тропічних лісах, мангрових лісах, на полях, в парках і садах.